# Barbro Blehr
Barbro Blehr (tidigare Matsson), född den 10 februari 1957 i Barkåkra, är en svensk professor i etnologi vid Stockholms universitet.

## Biografi
Barbro Blehr disputerade vid Stockholms universitet 1994 på avhandlingen Lokala gemenskaper. En studie av en nordsvensk by på 1980-talet. 
Hon har forskat om ritualer, identitetspolitik, nationalism och religion. Ett forskningsprojekt under 1990-talet behandlade 17 maj i Norge som gestaltning av norsk nationalism. Hon har även publicerat artiklar om barn till en av andra världskrigets förlorarkategorier i Norge samt kungliga norska bröllop. Under senare år har hennes forskning gällt svensk majoritetskristendom, så som den artikuleras i svenska kyrkan. Hennes publikationer fokuserar därtill metod och teori i etnologiämnet.
Barbro Blehr var inspektor för Humanistiska föreningen vid Stockholms universitet 2015-2018, är ledamot av Kungliga Gustav Adolfs Akademien för svensk folkkultur och tidigare ordförande i Föreningen för svensk kulturhistoria. Vid Stockholms universitet har hon haft ledningsuppdrag på ämnes- och institutionsnivå och uppdrag i Humanistiska fakultetsnämnden. Åren 2001-2004 var hon gästprofessor vid Oslo universitet.